# Wespelaar
Wespelaar, gelegen in Vlaams-Brabant, is een plaats en deelgemeente van Haacht. Het ligt aan de zuidelijke grens van de Brabantse Kempen, aan de vaart Leuven-Dijle en de spoorlijn Leuven-Mechelen. Wespelaar was een zelfstandige gemeente tot aan de gemeentelijke herindeling van 1977.

## Geschiedenis
Wespelaar was een hertogelijk dorp in Brabant. Aan het einde van de 13e eeuw werd er een rechte, ca. 1100 meter lange dijk aangelegd op de route tussen Leuven en Lier, over de Leibeekvallei. De dorpelingen stonden mee in voor het onderhoud van deze Wespelaarse dijk, die vier overbrugde draineringsopeningen telde. Wellicht dankzij de verbeterde bereikbaarheid kreeg Wespelaar het veestapelprivilege voor Brabant. Lang duurde dit niet, want in 1309 verkocht hertog Jan II van Brabant het privilege aan Lier.
Op de Ferrariskaarten (1777) is Wespelaar te zien als Wespelaer. De kern telde een kleine 25 huizen en het Kasteel van Wespelaar. Verder stonden er nog een 15-tal huizen verspreid op de Neerstraat.
Tot het einde van het ancien régime was Wespelaar een heerlijkheid die juridisch onder de meierij van Kampenhout viel (in het kwartier van Brussel van het hertogdom Brabant). Na de Franse invasie werd Wespelaar als gemeente bij het kanton Haacht van het Dijledepartement ingedeeld.

## Bezienswaardigheden
- Het Kasteel Herkenrode
- Het Kasteel Spoelberch

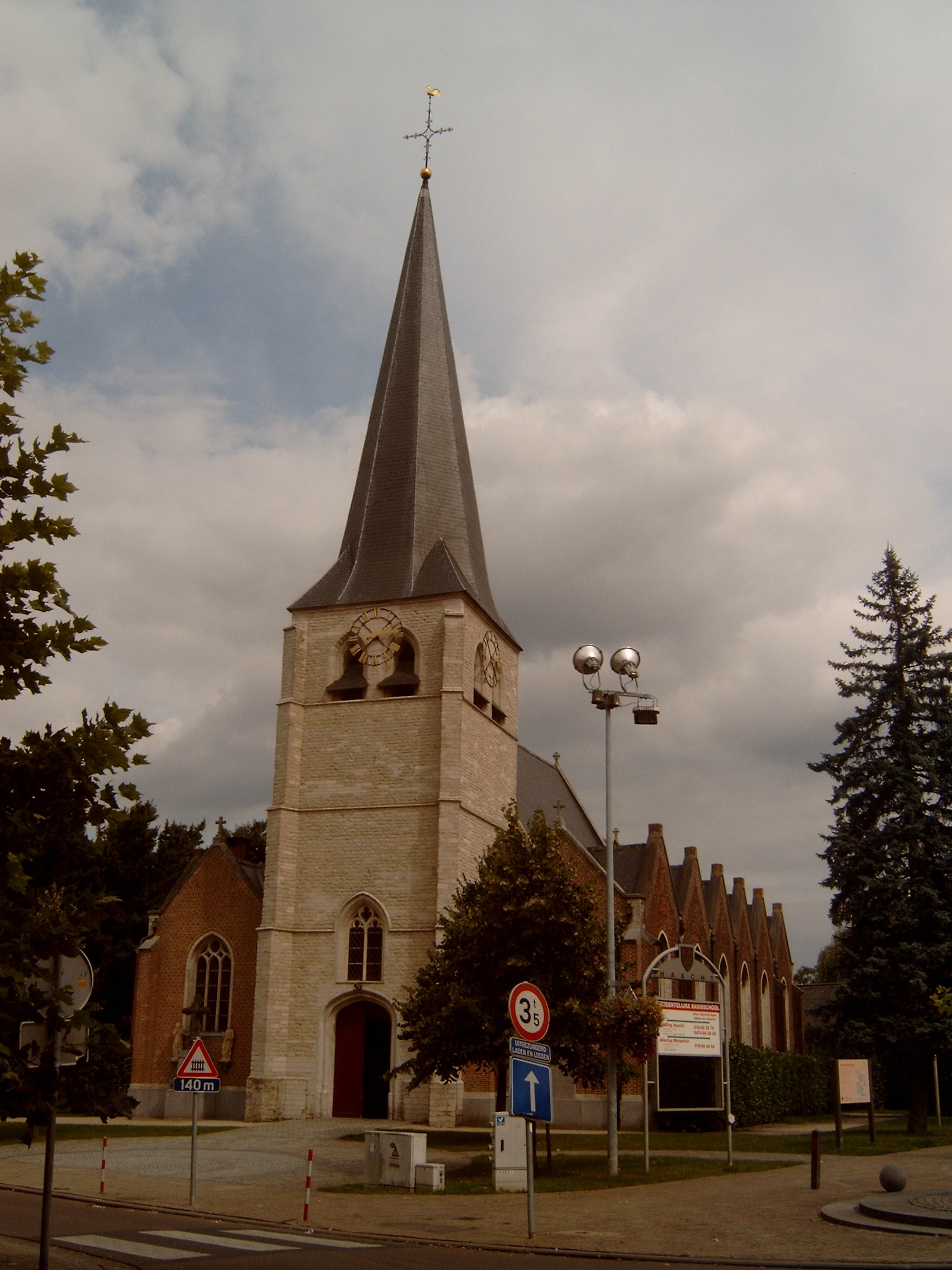
Sint-Luciakerk

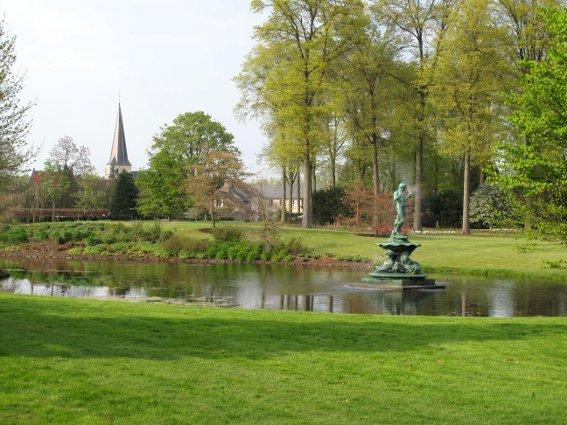
Arboretum Wespelaar

- De Sint-Hubertus-en-Sint-Luciakerk

Elk jaar wordt er het Swing Bluesfestival georganiseerd. Hier staan internationale jazz- en blues-artiesten op het programma. Dit festival valt jaarlijks in het derde weekend van augustus.
In Wespelaar bevindt zich ook het Arboretum Wespelaar (deel van het domein Herkenrode), met ongeveer 2000 verschillende boom- en plantensoorten.

## Economie
In Wespelaar is het hoofdkantoor gevestigd van Waterleau, een wereldwijd bedrijf in watertechnologie.

## Mobiliteit
Station Wespelaar-Tildonk ligt op wandelafstand van de dorpskern.

## Onderwijs
Er is een kleuterschool De Pit (tegenover de kerk) en een lagere school Klimop, ietsje verder.

## Natuur en landschap
Wespelaar ligt op een hoogte van 7-16 meter. De bodem is zandlemig. Ten zuiden van Wespelaar bevindt zich het Kanaal Leuven-Dijle. Tussen de dorpskom en het kanaal bevinden zich, naast enkele landgoederen, de Vijverbossen.

## Demografische ontwikkeling
- Bronnen:NIS, Opm:1831 tot en met 1970=volkstellingen; 1976 = inwoneraantal op 31 december

### Bestuur
Wespelaar bleef een zelfstandige gemeente tot het in 1977 met Haacht en Tildonk fuseerde. Anno 1939 was graaf Guillaume-Edmond de Spoelberch, lid van de adellijke familie Spoelberch, burgemeester van Wespelaar. Anno 1965 was Julien Cloetens burgemeester. André Le Roy was burgemeester van Wespelaar van 1972 tot 1977, waarna hij burgemeester werd van de fusiegemeente Haacht.

## Verenigingen
- Chiro Wespelaar
- Atletiekclub ROBA kern HERA

## Nabijgelegen kernen
Haacht, Haacht-Station, Tildonk, Wakkerzeel